# Haugh of Drimmie Bridge
Die Haugh of Drimmie Bridge ist eine Straßenbrücke nahe der schottischen Ortschaft Bridge of Cally in der Council Area Perth and Kinross. 1971 wurde die Brücke in die schottischen Denkmallisten zunächst in der Kategorie B aufgenommen. Die Hochstufung in die höchste Denkmalkategorie A erfolgte 1981.

## Beschreibung
Die Kettenbrücke quert den Ericht rund drei Kilometer südöstlich des Weilers Bridge of Cally. Als Ingenieur plant John Justice das um 1830 errichtete Bauwerk. Sie führt eine Nebenstraße ohne infrastrukturelle Bedeutung über den Fluss. In ihrer Konstruktion ähnelt die Brücke der Glenisla School Bridge in Kirkton of Glenisla, die ebenfalls von Justice entworfen wurde, ist jedoch größer ausgeführt.
Die schmiedeeiserne Haugh of Drimmie Bridge verfügt über zwei Pylonen mit quadratischem Profil mit einer Seitenlänge von 76 mm. Sie sind 3,1 m hoch. Die lichte Weite beträgt 32 m. Die Pylone gründen im Fels zu beiden Seiten des Ericht. Das Brückendeck ist über jeweils sieben Augenstäbe direkt mit den Pylonen verbunden. Uferseitig sind jeweils drei 38 mm durchmessende Zugstäbe im Grund verankert. Die Pylone sind auf jeder Seite mit einem segmentbogigen Überwurf miteinander verbunden. Das Brückendeck besteht aus Stahlrippen aus Flacheisen, auf denen die 3,2 m Breite Holzdecke der Brücke aufliegt.